# Kincses Sándor
Kincses Sándor (Debrecen, 1961. augusztus 14. –) labdarúgó, középpályás.

## Pályafutása

### Klubcsapatban
1975-ben Hajdúsámsonon kezdte a labdarúgást. 1976 és 1981 között a Debreceni MVSC ifjúsági csapatában játszott. 1981–82-es idényben a Debreceni USE játékosa volt. Sorkatonai szolgálata alatt a Honvéd Papp József SE együttesében játszott egy idényt. Innen Csepelre igazol, ahol két szezont töltött el. 1985 és 1990 között a Ferencváros csapatában szerepelt. Egy-egy bajnoki ezüst- és bronzérmet szerzett a Fradival. 1990-ben a svájci La Chaux-de-Fonds csapatához igazolt. 1992 őszén a III. kerület játékosa lett.

### A válogatottban
Kétszeres egyéb válogatott (1989).

## Sikerei, díjai
- Magyar bajnokság
  - 2.: 1988–89
  - 3.: 1989–90
- Magyar kupa (MNK)
  - döntős: 1986, 1989